# Уряд Сент-Вінсент і Гренадин
Шаблон:Політика Сент-Вінсент і Гренадин
Уряд Сент-Вінсент і Гренадин — вищий орган виконавчої влади Сент-Вінсент і Гренадин.

## Голова уряду
- Прем'єр-міністр — Ральф Еверард Гонсалвес (англ. Ralph Everard Gonsalves).
- Віце-прем'єр-міністр — Герлін Мігель (англ. Girlyn Miguel).

## Кабінет міністрів
Склад чинного уряду подано станом на 11 березня 2015 року.
| Логотип | Міністерство                                                                                  | Міністр                                           | Фото | Час на посаді | Час на посаді | Партія | Партія | Вебсайт |
| ------- | --------------------------------------------------------------------------------------------- | ------------------------------------------------- | ---- | ------------- | ------------- | ------ | ------ | ------- |
|         | Міністерство житла, нелегальних забудов і землекористування                                   | Монтгомері Деніель (Montgomery Daniel)            |      |               |               |        |        |         |
|         | Міністерство закордонних справ, торгівлі та справ споживачів                                  | Камілло Гонсалвес (Camillo Gonsalves)             |      |               |               |        |        |         |
|         | Міністерство національного примирення, державної служби, праці, інформації та церковних справ | Максвелл Чарльз (Maxwell Charles)                 |      |               |               |        |        |         |
|         | Міністерство національної безпеки                                                             | Ральф Еверард Гонсалвес (Ralph Everard Gonsalves) |      |               |               |        |        |         |
|         | Міністерство національної мобілізації, соціального розвитку, сім'ї, інвалідів і молоді        | Фредерік Стефенсон (Frederick Stephenson)         |      |               |               |        |        |         |
|         | Міністерство освіти                                                                           | Гьорлін Мігель (Girlyn Miguel)                    |      |               |               |        |        |         |
|         | Міністерство охорони здоров'я та екології                                                     | Клейтон Борген (Clayton Burgin)                   |      |               |               |        |        |         |
|         | Міністерство сільського, лісового, рибного господарства і трансформації сільських регіонів    | Сабото Сезар (Saboto Caesar)                      |      |               |               |        |        |         |
|         | Міністерство транспорту, робіт, міського розвитку та місцевого самоврядування                 | Джуліан Франсіс (Julian Francis)                  |      |               |               |        |        |         |
|         | Міністерство туризму, спорту і культури                                                       | Сесіль Маккі (Cecil Mckie)                        |      |               |               |        |        |         |
|         | Міністерство у справах Гренадин                                                               | Ральф Еверард Гонсалвес (Ralph Everard Gonsalves) |      |               |               |        |        |         |
|         | Міністерство фінансів                                                                         | Ральф Еверард Гонсалвес (Ralph Everard Gonsalves) |      |               |               |        |        |         |
|         | Міністерство юстиції                                                                          | Ральф Еверард Гонсалвес (Ralph Everard Gonsalves) |      |               |               |        |        |         |